# Fentonia nigra
Fentonia nigra är en fjärilsart som beskrevs av Ralph L. Chermock 1929. Fentonia nigra ingår i släktet Fentonia och familjen tandspinnare. Inga underarter finns listade i Catalogue of Life.